# Гай Сульпиций Галл (консул 166 года до н. э.)
Гай Сульпиций Галл (лат. Gaius Sulpicius Galus; II век до н. э.) — римский военачальник и политический деятель из патрицианского рода Сульпициев, консул 166 года до н. э. Участвовал в Третьей Македонской войне, написал труд по астрономии, впоследствии утерянный.

## Биография
Гай Сульпиций принадлежал к знатному патрицианскому роду Сульпициев, происходившему, возможно, из Камерина. Первый Сульпиций из упоминающихся в источниках был консулом в 500 году до н. э., и в дальнейшем представители этого рода регулярно занимали высшие должности. Согласно Капитолийским фастам, у отца и деда Гая Сульпиция был тот же преномен — Гай. Дед — это консул 243 года до н. э., а отец — предположительно претор 211 года до н. э.
Военную службу Гай Сульпиций начал под командованием Луция Эмилия Павла (позже — Македонского), с которым его связывала дружба: в 191—190 годах до н. э. в Дальней Испании, в 182 году до н. э. — в Лигурии. После капитуляции племени ингавнов именно Галла Луций Эмилий отправил в Рим, чтобы сообщить о победе сенату.
В 169 году до н. э. Гай Сульпиций стал городским претором. В этом качестве он организовал игры в честь Аполлона, на которых Квинт Энний поставил свою трагедию «Фиест». В это время шла Третья Македонская война. Галл и его коллега Марк Клавдий Марцелл обвинили консулов Квинта Марция Филиппа и Гнея Сервилия Цепиона в недобросовестном комплектовании армии и сами набрали новые легионы по поручению сената. В следующем году Гай Сульпиций в качестве военного трибуна второго легиона в войске Луция Эмилия Павла отправился в Македонию. Там, когда накануне решающего сражения при Пидне произошло лунное затмение, Гай Сульпиций объяснил испуганным воинам, что это явление имеет исключительно естественные причины; согласно другой версии традиции, Гай Сульпиций предсказал затмение и всё объяснил войску заранее. В 167 году до н. э. он командовал армией во время поездки Луция Эмилия по Греции.
По возвращении в Рим Гай Сульпиций был избран консулом на 166 год до н. э. вместе с Марком Клавдием Марцеллом, одним из своих коллег по претуре. Вместе они победили лигуров и получили за это триумф.
В 164 году до н. э. Гай Сульпиций совместно с Манием Сергием отправился в Грецию, чтобы урегулировать конфликт между Спартой и Мегалополем, а потом в Азию, чтобы там выяснить, не готовят ли Эвмен Пергамский и Антиох Эпифан союз против Рима. Согласно Полибию, при выполнении последней миссии Гай Сульпиций продемонстрировал свои легкомыслие и враждебность к Эвмену и совершил много ошибок.
Гай Сульпиций умер незадолго до 149 года до н. э.
Учёные занятия
Цицерон пишет, что Гай Сульпиций «глубже всех из римской знати изучил греческую литературу» и «во всём отличался тонким вкусом и любовью к красоте». Он написал труд по астрономии, прочтённый Марком Теренцием Варроном, но вскоре утерянный.

## Семья
Гай Сульпиций потерял своего старшего сына, когда тот был в отроческом возрасте. Своей первой жене он дал развод из-за того, что та стояла в дверях с непокрытой головой, а после этого женился во второй раз. У него родился ещё один сын, Квинт, оставшийся после смерти отца под опекой Сервия Сульпиция Гальбы.

## Память
В честь Гая Сульпиция назван кратер на Луне.